# 新北村
新北村（にきたむら）は、佐賀県佐賀郡にあった村。現在の佐賀市の一部にあたる。

## 地理
佐賀郡の東南部に位置していた。
- 河川：早津江川、新川[2]

## 歴史
- 1889年（明治22年）4月1日、町村制の施行により、佐賀郡寺井津、山領村、為重村が合併して村制施行し、新北村が発足[1][2]。旧村名を継承した寺井津、山領、為重の3大字を編成[2]。
- 1955年（昭和30年）3月1日、佐賀郡東川副村と合併し、町制施行し諸富町を新設して廃止[1][2]。合併後、諸富町大字寺井津・山領・為重[2]となる。

### 地名の由来
村内の新北神社による。

## 産業
- 農業